# Team Seas
Team Seas (Equipo mares en español), también conocido como TeamSeas o #TeamSeas, es una recaudación de fondos colaborativa empezada por los youtubers MrBeast y Mark Rober como seguimiento a Team Trees. La recaudación de fondos ha tenido éxito en recaudar más de 32 millones de dólares. Todas las donaciones se dividen entre las fundaciones Ocean Conservacy y a la Fundación The Ocean Cleanup. La recaudación de fondos busca remover 30 000 000 libras (14 000 000 kilos) de basura marina del océano al remover 1 libra (0.45 kilos) por cada 1 dólar donado. Hasta el 11 de septiembre del 2022, se han recaudado $33 453 815.

## Trasfondo

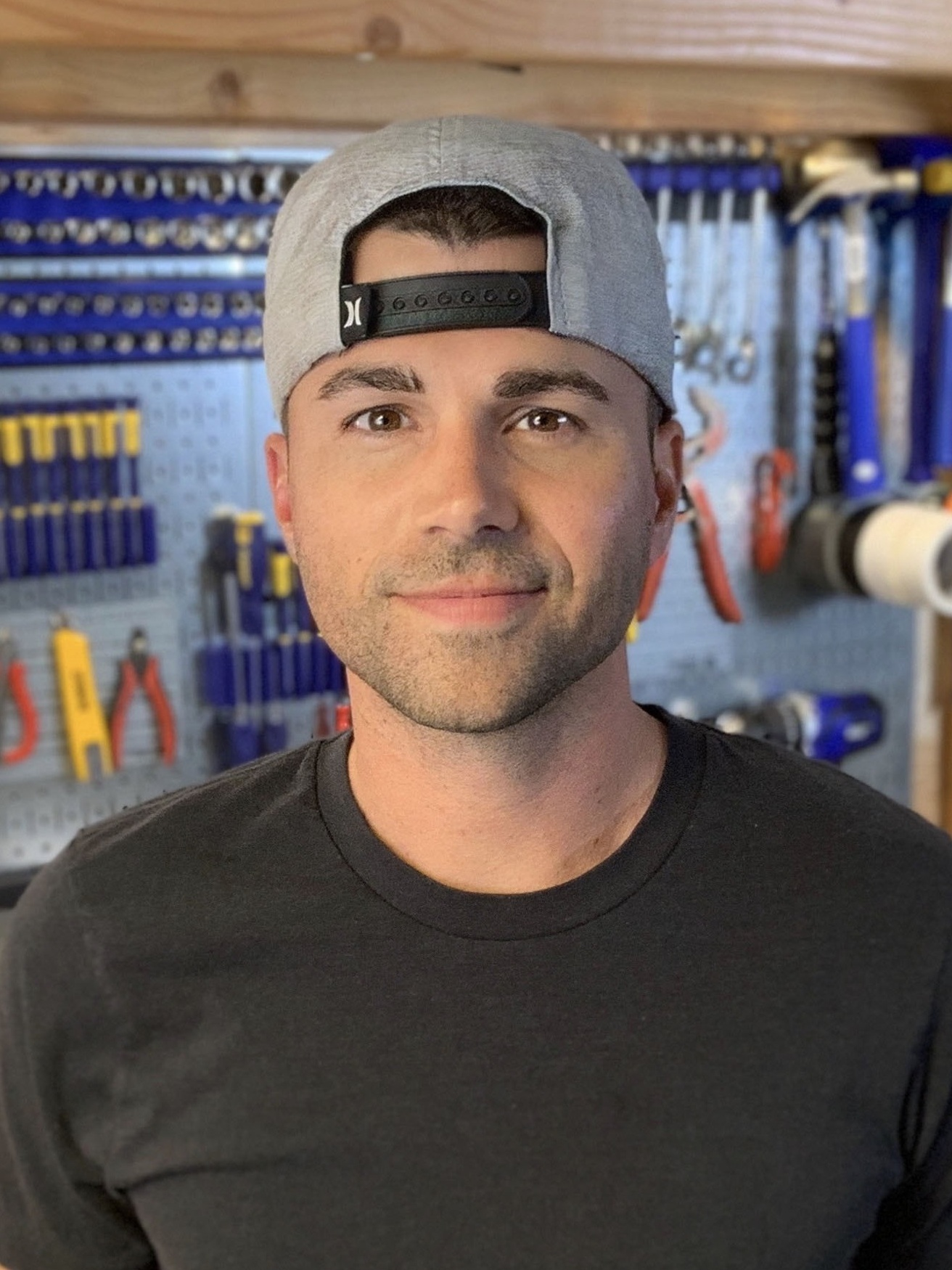
Mark Rober (2020)

La recaudación de fondos anterior, Team Trees, empezó el 25 de octubre por MrBeast y Mark Rober. La meta había sido dispuesta en 20 millones de dólares, y finalmente fue conseguida. A partir de la fecha de inicio de Team Seas, todavía se pueden hacer donaciones en el sitio web de Team Trees y el progreso de plantación se actualiza allí.

## Propagación
El proyecto se lanzó en masa a través de Internet en muchas plataformas de redes sociales diferentes el viernes 29 de octubre de 2021 a la 1 p. m. (PT). En YouTube, miles de creadores de 145 países, con un seguimiento combinado de mil millones, crearon videos sobre la recaudación de fondos.